# Sachs Beast
La Sachs Beast est un concept bike du constructeur Sachs, présenté en 2000 au salon de Munich. Ce prototype a été mis au point par l'équipe du chef ingénieur Harmut Huhn.
Le moteur inédit de 1 000 cm3 développe entre 100 et 150 ch selon la configuration de l'injection. Cette moto futuriste et étroite se distingue par un réservoir d'essence en deux parties, un double optique halogène, un radiateur situé sous le moteur et un autre derrière (une hélice de refroidissement se trouve au-dessus du cylindre arrière) et une partie arrière réduite à sa plus simple expression. Par ses particularités, l'autorisation sur routes de cette machine minimaliste aurait posé quelques difficultés.